# 塞德里克·卡拉索
賽德里克·卡拉索（Cédric Carrasso，1981年12月30日—），法國足球運動員，司職門將。

## 生平

### 球會
卡拉索早年是在法甲球會馬賽打起，曾被外借至英超的水晶宮。其後開始升上一隊。由於馬賽長期積弱不振，卡拉索在馬賽並沒有任何獎項取得。
卡拉索曾於2008年轉投了圖盧茲；2009年轉投波爾多。

### 國家隊
他入選過2010年世界盃足球賽法國23人名單。

## 外部連結
1. ↑  . ESPN.   [2010年3月23日]. （原始内容存档于2010年4月22日）.

- 塞德里克·卡拉索 – 法國職業足球聯賽数据 – 支持法语（已存档）